# Campionato Dilettanti Calabria 1958-1959
Il Campionato Nazionale Dilettanti 1958-1959 è stato il V livello del campionato italiano. A carattere regionale, fu il secondo campionato dilettantistico con questo nome, e il settimo se si considera che alla Promozione fu cambiato il nome assegnandogli questo.
Questi sono i gironi organizzati dalla Lega Regionale Calabra.

## Squadre partecipanti
| Squadra                 | Città (provincia)       | Stagione precedente |
| ----------------------- | ----------------------- | ------------------- |
| A.S. Acri               | Acri (CS)               |                     |
| A.S. Amantea            | Amantea (CS)            |                     |
| U.S. Bovalinese         | Bovalino (RC)           |                     |
| S.S. Eugenio Sicilia    | Cosenza                 |                     |
| S.S. Folgore Adamantina | Diamante (CS)           |                     |
| A.C. Gioiese            | Gioia Tauro (RC)        |                     |
| U.S. Juventina          | Locri (RC)              |                     |
| S.S. Juventus Siderno   | Siderno (RC)            |                     |
| A.C. Emilio Morrone     | Cosenza                 |                     |
| A.S. Libertas Rosarno   | Rosarno (RC)            |                     |
| U.S. Palmese            | Palmi (RC)              |                     |
| U.S. Paolana            | Paola (CS)              |                     |
| Pol. Pizzo              | Pizzo Calabro (CZ)      |                     |
| S.S. Sala               | Catanzaro (Quart. Sala) |                     |
| U.S. Soverato           | Soverato (CZ)           |                     |
| A.C. Taurianovese       | Taurianova (RC)         |                     |

## Classifica finale
|  | Pos. | Squadra                 | Pt       | G  | V  | N | P  | GF | GS | DR  |
|  | ---- | ----------------------- | -------- | -- | -- | - | -- | -- | -- | --- |
|  | 1.   | Bovalinese              | 42       | 24 | 18 | 6 | 0  | 90 | 14 | +76 |
|  | 2.   | Juventina Locri         | 41       | 24 | 19 | 3 | 2  | 81 | 9  | +72 |
|  | 3.   | Juventus Siderno        | 35       | 24 | 15 | 5 | 4  | 42 | 13 | +29 |
|  | 4.   | Pizzo                   | 32       | 23 | 14 | 4 | 5  | 47 | 24 | +23 |
|  | 5.   | Morrone Cosenza         | 30       | 23 | 14 | 2 | 7  | 51 | 32 | +19 |
|  | 6.   | Palmese                 | 20       | 22 | 7  | 6 | 9  | 32 | 47 | -15 |
|  | 7.   | Libertas Rosarno        | 19       | 23 | 7  | 5 | 11 | 34 | 35 | -1  |
|  | 8.   | Soverato                | 16       | 23 | 6  | 4 | 13 | 22 | 44 | -22 |
|  | 8.   | Eugenio Sicilia         | 16       | 22 | 7  | 2 | 13 | 33 | 40 | -7  |
|  | 8.   | Paolana                 | 16       | 22 | 6  | 4 | 12 | 26 | 58 | -32 |
|  | 11.  | Sala                    | 12       | 23 | 4  | 4 | 15 | 22 | 53 | -31 |
|  | 11.  | Gioiese                 | 12       | 23 | 5  | 2 | 16 | 24 | 61 | -37 |
|  | 13.  | Folgore Adamantina (-2) | 5        | 22 | 1  | 5 | 16 | 14 | 85 | -71 |
|  | ---  | Acri                    | Ritirato |    |    |   |    |    |    |     |
|  | ---  | Taurianovese            | Ritirato |    |    |   |    |    |    |     |
|  | ---  | Amantea                 | Ritirato |    |    |   |    |    |    |     |

Legenda:
      Ammesso alle finali nazionali.
      Ammesso in seguito alla nuova Serie D per delibera FIGC.
      Retrocesso in Seconda Categoria.
Regolamento:
Due punti a vittoria, uno a pareggio, zero a sconfitta.
Pari merito in caso di pari punti.
Note:
Folgore Adamantina ha scontato 3 punti di penalizzazione in classifica per tre rinunce.
- Bovalinese è campione calabrese ed è qualificato alle finali del Campionato Nazionale Dilettanti.

### Libri
- Annuario degli Enti Federali e delle Società 1957-58, edito dalla FIGC, da cui sono stati tratti i colori e le denominazioni delle società qui esposte.
- Enzo Dicembre, Rocco La Cava, Vincenzo Marzano, Vincenzo Orlando e Franco Vottari, Bovalino - Cent'anni di passione - Ed. Città del Sole.

### Giornali
- Archivio della Gazzetta dello Sport, anni 1958 e 1959, consultabile presso le Biblioteche:
  - Biblioteca Nazionale Braidense di Milano;
  - Biblioteca Nazionale Centrale di Firenze;
  - Biblioteca Nazionale Centrale di Roma;
  - Biblioteca Civica Berio di Genova;
  - e presso Emeroteca del C.O.N.I. di Roma (non è online ma è da consultare in sede).